# Акилова, Клавдия Ивановна
Клавдия Ивановна Акилова (2 ноября 1917, Унежма, Архангельская губерния — 1966, Мурманск) — советская лыжница и горнолыжница, тренер по горнолыжному спорту. Участница Великой Отечественной войны. 

## Биография
Клавдия Акилова родилась 2 ноября 1917 года в деревне У́нежма Кушере́цкой волости Оне́жского уезда Архангельской губернии (сейчас в Онежском районе Архангельской области).
Окончила в Мурманске семилетнюю школу. С 1934 года была рабочей Мурманского судоремонтного завода.
В 1940 году окончила курсы физкультурных работников и стала работать школьным учителем, а с 1941 года — методистом по лечебной гимнастике и массажистом.
С 1934 года участвовала в чемпионатах СССР по горнолыжному спорту, выступала за «Локомотив». Трижды становилась чемпионкой страны в скоростном спуске (1939—1941). Участвовала в Праздниках Севера, трижды выигрывала скоростной спуск (1939—1941). Также выступала в лыжных гонках, участвовала в областных и профсоюзных соревнованиях и в Праздниках Севера.
С августа 1941 года участвовала в Великой Отечественной войне, уйдя на фронт добровольцем. Награждена медалью «За оборону Советского Заполярья».
С 1945 года работала в Кировске тренером по слалому, подготовила нескольких чемпионов СССР.
В 1948—1966 годах трудилась учителем в мурманской школе № 5.
Умерла в 1966 году в Мурманске.